# Sabil al-Wad

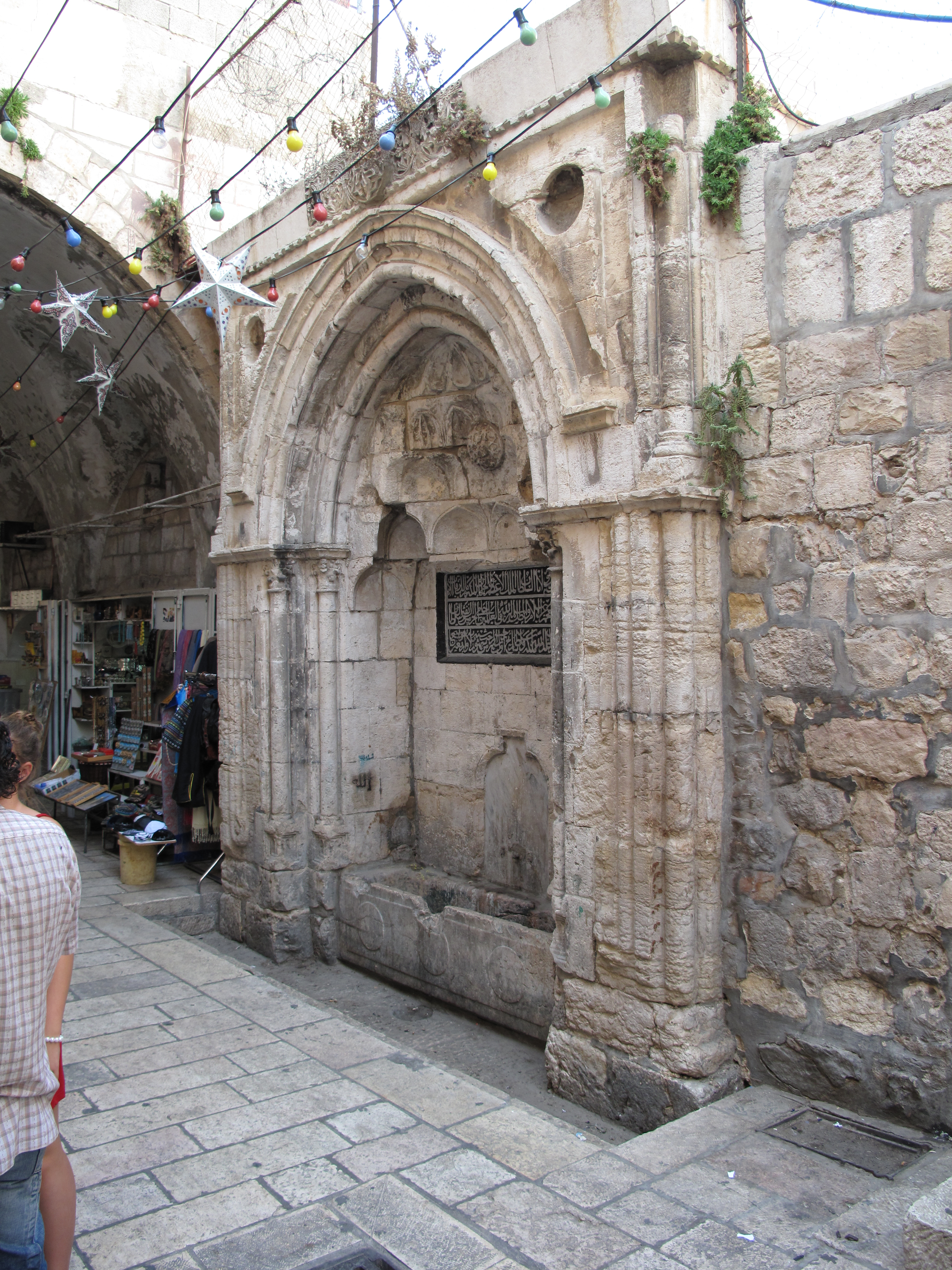
Sabil al-Wad

Der Sabil al-Wad (arabisch سبيل الواد, DMG Sabil al-Wad) ist ein osmanischer Brunnen in der Altstadt Jerusalems.

## Name
Den Namen arabisch سبيل الواد, DMG Sabil al-Wad (auch: arabisch سبيل طريق الواد, DMG Sabil Tariq al-Wad) erhielt der Brunnen, weil er sich in der Straße arabisch طريق الواد, DMG Tariq Al Wad befindet.
Weitere Namen des Brunnens lauten arabisch سبيل محلات باب القطانين, DMG Sabil Mahallat Bab al-Qattanin ‚Brunnen der Geschäfte beim Tor der Baumwolle‘ und arabisch سبيل سوق القطانين, DMG Sabil Suq al-Qattanim ‚Brunnen des Marktes der Baumwolle‘.
Diese Namen entstanden durch die Nähe des Brunnens zur Gasse mit den Geschäften der Baumwollhändler, die von der Al Wad zum Bab al-Qattanin (= Tor der Baumwolle)⊙ führt.
Gleichzeitig zeigen sie das Anliegen, mit diesem Brunnen dieses Stadtviertel mit Wasser zu versorgen.

## Geographie
Der Sabil al-Wad⊙ befindet sich im Muslimischen Viertel von Jerusalem.
Er befindet sich 30 m südlich der Mündung der Straße der Baumwollhändler⊙ auf der Ostseite der Al-Wad-Straße.

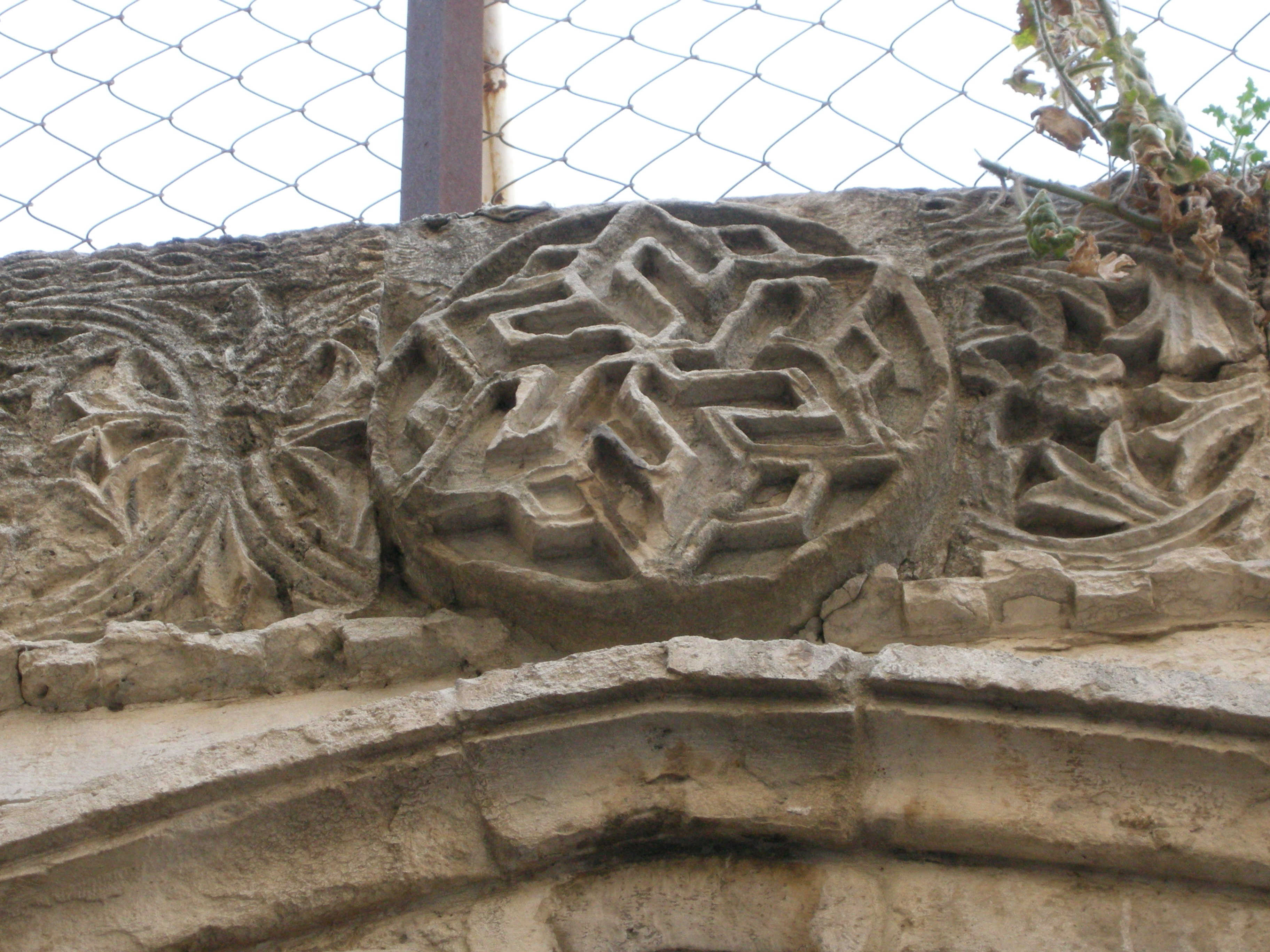
Sabil al-Wad, oberes Relief

## Beschreibung
Der Sabil wird von einem quadratischen Rahmen eingefasst.
Dieser Rahmen steht aus der umgebenden Mauer hervor.
Der Rahmen ist 4,93 m hoch und ungefähr genauso breit.
Innerhalb dieses Rahmens befindet sich ein weiterer quadratischer Rahmen mit 4,47 m Seitenlänge.
Zentral in diesen inneren Rahmen eingefügt befindet sich ein gotischer Spitzbogen, dessen Spitze an den oberen Rand des Rahmens anstößt.
Der Spitzbogen ruht auf zwei reich verzierten, 2,6 m hohen Säulen.
Oberhalb seiner Spitze befindet sich im äußeren Rahmen ein knapp 1,5 m breites und 45 cm hohes Relief.
Die Mitte des Reliefs bildet eine große Rosette direkt über der Spitzbogen-Spitze.
Links und rechts von ihr befinden sich drei kleinere Rosetten.

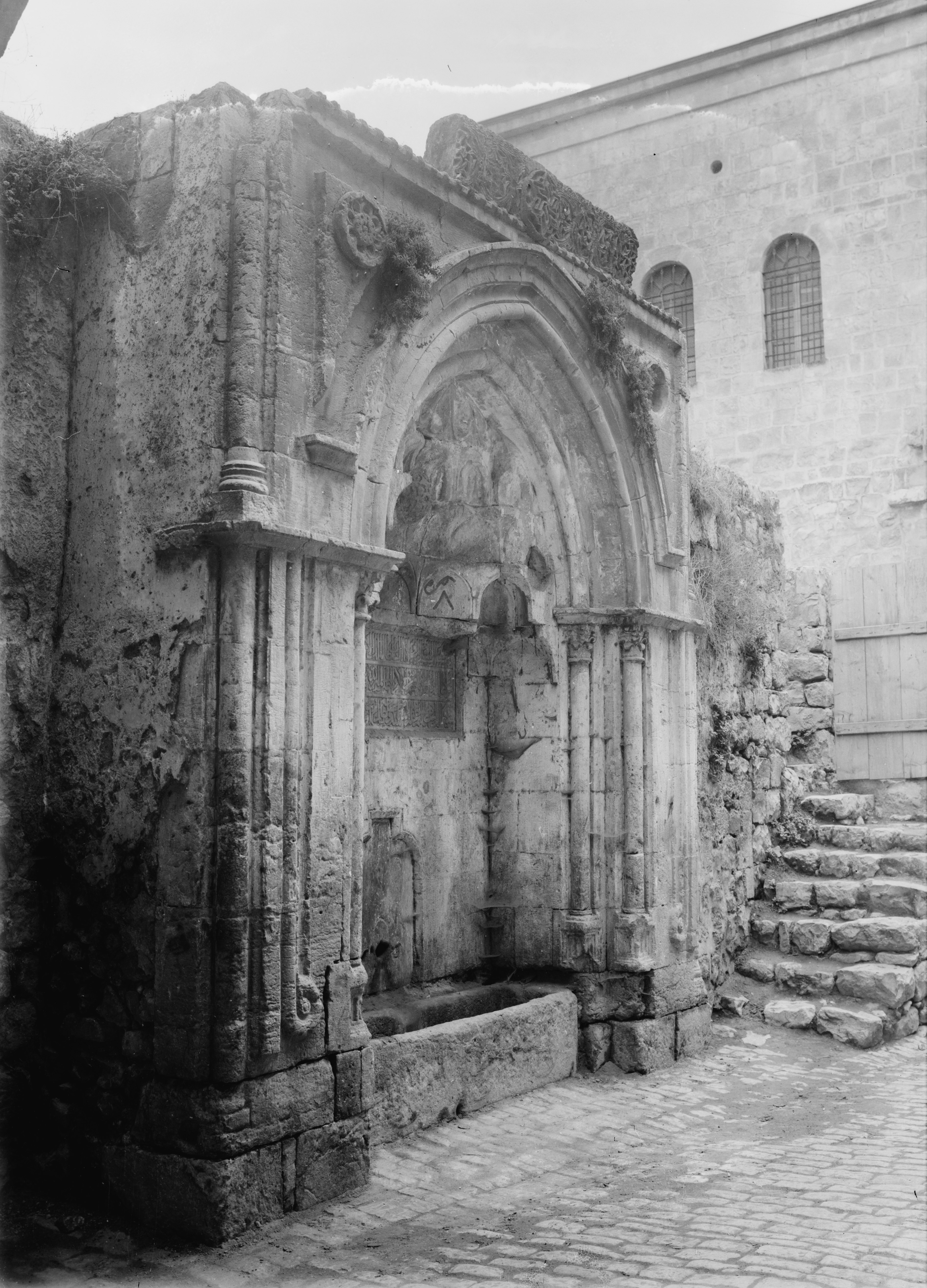
Sabil al-Wad, Foto um 1934 mit noch vorhandener Rosette

In den Zwickeln befanden sich ursprünglich je eine Rosette mit einem Durchmesser von knapp 30 cm.
Im Feld im Bogen befanden sich drei zu einem flachen Dreieck angeordnete Rosetten mit einem Durchmesser von knapp 25 cm.
Vier dieser Rosetten sind verloren gegangen.
Nur die Rosette an der Spitze des Dreiecks ist erhalten.
Auf alten Fotos ist noch die Rosette im linken Zwickel zu sehen.

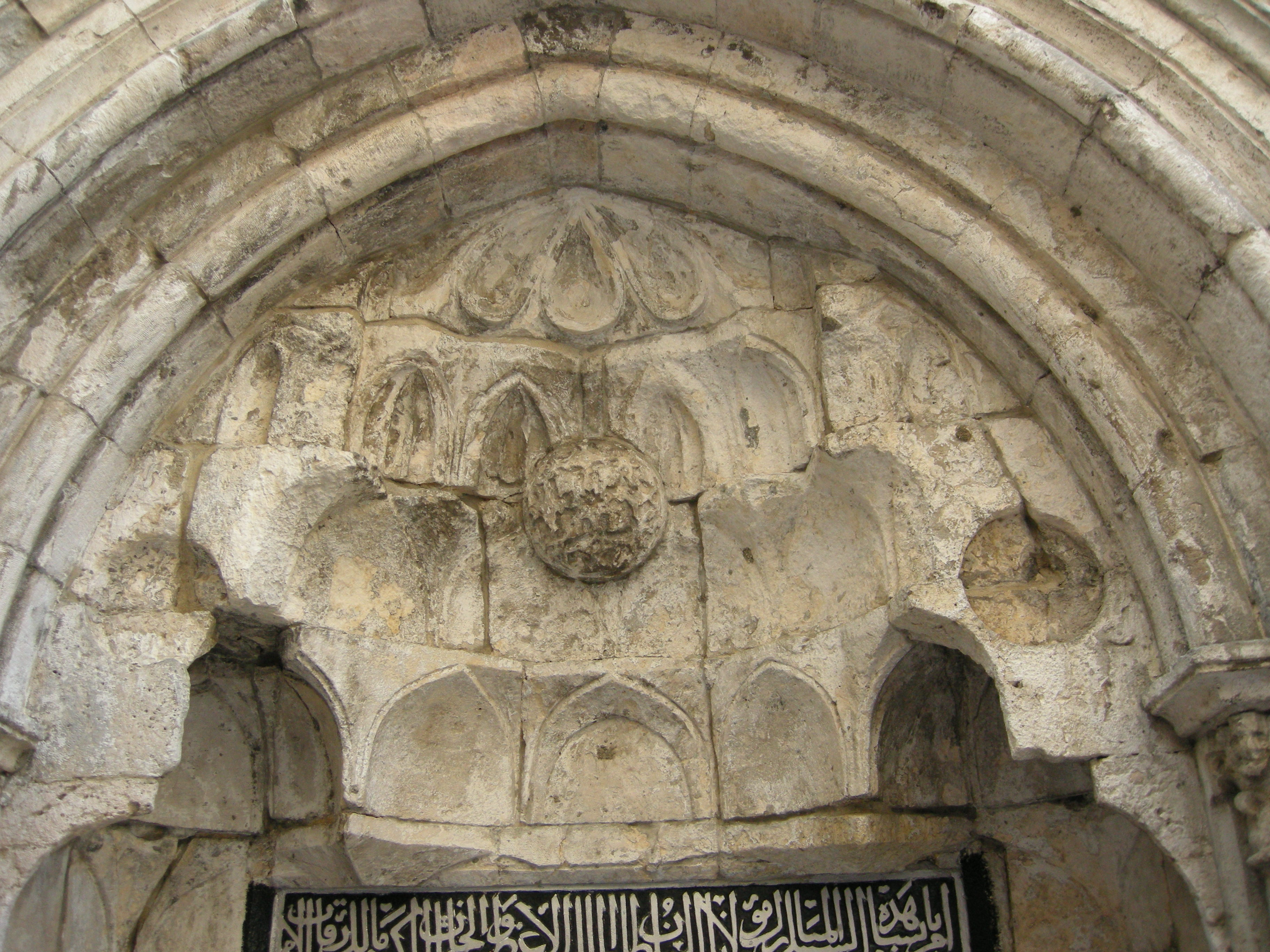
Sabil al-Wad, Muqarnas, einzige erhaltene Rosette

Der Spitzbogen tritt etwas aus dem inneren Rahmen hervor.
Er ist knapp 50 cm breit und mit Wülsten und Kielbögen profiliert.
Das Feld im Bogen ist mit Muqarnas zu einem flachen Gewölbe gestaltet.
Die vom Spitzbogen und den Säulen umgebene Nische ist 3,9 m hoch und unten knapp 2 m breit.
In ihr befindet sich eine Inschrift und, weiter unten, umgeben von einer kleinen, flachen marmornen Nische, ein Loch, aus dem früher das Wasser austrat.
Darunter befindet sich ein Marmorbecken.
Hinter dem Sabil befinden sich eine quaderförmigen Zisterne und das Hammam al-Ain.
Zur Gestaltung des Brunnens wurden vorhandene Bauelemente der Kreuzfahrerzeit verwendet.
Dies geschah einerseits aus Achtung und Wertschätzung für die Architektur dieser vergangenen Zeit, andererseits aus Gründen der Kostenersparnis.
Das Wasserbecken ist ein marmorner Sarkophag aus der Kreuzfahrerzeit.
Einige Elemente stammen aus mamlukischer und osmanischer Zeit.

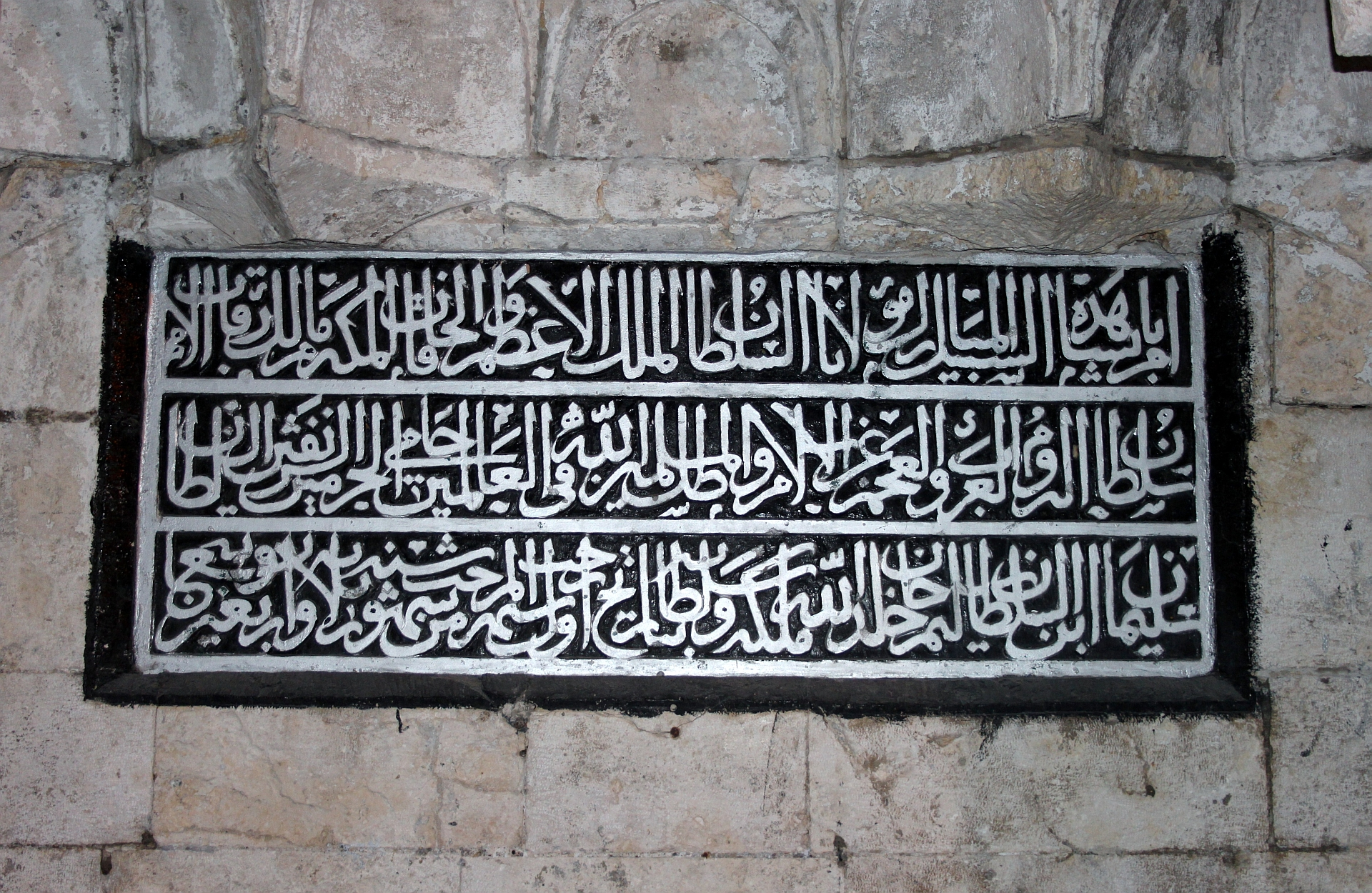
Inschrift

## Inschrift
Die Inschrift:

„Er hat den Bau dieses gesegneten Sabils befohlen, unser Meister, der Sultan, der größte Sultan und der ehrenwerte Hakan, der die Nationen regiert, der Sultan der Länder Rum, der Araber und Perser, der Ruhm des Islam und der Muslime, der Schatten Allahs auf der Erde, der Beschützer der beiden Heiligtümer, der Sultan Süleyman, der Sohn des Sultans Selim Khan, möge Allah seine Herrschaft und sein Sultanat erhalten und fortsetzen, am Beginn des gesegneten Monats Radschab im Jahr 943 (14. Dezember 1536).“

## Wasserversorgung
Der Brunnen wurde aus einer hinter ihm liegenden Zisterne und über den Qanat as-Sabil und seine Abzweigungen mit Wasser versorgt.

## Geschichte
Der Sabil wurde 1536 auf Befehl von Suleiman erbaut.
Ein in den Sijills von Jerusalem (Gerichtsdokumente aus dem 16. Jahrhundert) erhaltener Scharia-Bericht erwähnt den Brunnen unter dem Namen Sabil Mahallat Bab al-Qattanin.
In ihm wird bezeugt, dass dieser Brunnen einer der neun Sabile ist, die 1541 von Mohammed Celebi al-Naqqash repariert und zu einem Waqf gemacht wurden.
Er war Teil eines größeren Systems von etwa einem Dutzend Brunnen, die während der osmanischen Periode gebaut wurden.
Diese Brunnen wurden entlang des Pilgerweges zum Haram und nahe seinen Toren angelegt.
Sie versorgten die Einwohner und die Pilger kostenlos mit Trinkwasser.